# Jean-Pierre Danguillaume
Jean-Pierre Danguillaume (Joué-lès-Tours, 25 maggio 1946) è un ex ciclista su strada e pistard francese, professionista dal 1970 al 1978 e vincitore di sette tappe al Tour de France.
Nel 1975 vinse la medaglia di bronzo della prova in linea ai campionati mondiali su strada di Yvoir, battuto da Hennie Kuiper e Roger De Vlaeminck.

## Palmarès

### Strada
- 1965 (Dilettanti)

Grand Prix de la Ville de Monpazier
- 1968 (Dilettanti)

1ª tappa Tour Nivernais Morvan
Classifica generale Tour Nivernais Morvan
- 1969 (Dilettanti)

Paris - La Ferté-Bernard
9ª tappa Corsa della Pace
Classifica generale Corsa della Pace
Classifica generale Tour du Loir-et-Cher
- 1970 (Peugeot, una vittoria)

22ª tappa Tour de France (Tours > Versailles)
- 1971 (Peugeot, due vittorie)

18ª tappa Tour de France (Bordeaux > Poitiers)
Grand Prix de Plouay
- 1972 (Peugeot, due vittorie)

Gran Prix de Roquebrune
Trophée des Grimpeurs
- 1973 (Peugeot, quattro vittorie)

Critérium National
1ª tappa, 2ª semitappa Grand Prix du Midi Libre
6ª tappa Tour de France (Belfort > Divonne-les-Bains)
Route Nivernaise
- 1974 (Peugeot, quattro vittorie)

Classifica generale Grand Prix du Midi Libre
Trophée des Grimpeurs
17ª tappa Tour de France (Saint-Lary-Soulan > La Mongie)
18ª tappa Tour de France (Bagnères-de-Bigorre > Pau)
- 1975 (Peugeot, sei vittorie)

2ª tappa, 2ª semitappa Tour Méditerranéen
Grand Prix de Cannes
3ª tappa Giro del Belgio (Ostenda > Soignies)
Parigi-Bourges
1ª tappa Quatre Jours de Dunkerque
4ª tappa, 2ª semitappa Grand Prix du Midi Libre
- 1976 (Peugeot, tre vittorie)

3ª tappa, 2ª semitappa Tour de Corse
5ª tappa Parigi-Nizza (Orange > Gréoux-les-Bains)
Classifica generale Circuit de l'Indre
- 1977 (Peugeot, nove vittorie)

3ª tappa Tour du Tarn
Prologo Tour d'Indre-et-Loire
3ª tappa Tour d'Indre-et-Loire
Classifica generale Tour d'Indre-et-Loire
4ª tappa Quatre Jours de Dunkerque
2ª tappa Critérium du Dauphiné Libéré (Saint-Étienne >  Montceau-les-Mines)
Classifica generale Tour de l'Aude
11ª tappa Tour de France (Rouen > Roubaix)
13ª tappa, 2ª semitappa Tour de France (Altkirch > Besançon)
- 1978 (Peugeot, quattro vittorie)

2ª tappa Tour du Tarn
5ª tappa, 1ª semitappa Quatre Jours de Dunkerque
6ª tappa Critérium du Dauphiné Libéré (Allevard > Allevard)
2ª tappa, 1ª semitappa Tour de l'Aude

### Altri successi
- 1968 (dilettanti)

2ª tappa, 2ª semitappa Tour de l'Avenir (La Chaux-de-Fonds, cronosquadre)
- 1974 (Peugeot)

Classifica scalatori Parigi-Nizza

## Piazzamenti

### Grandi Giri
- Tour de France

1970: 64º
1971: 18º
1972: 21º
1973: 22º
1974: 13º
1975: ritirato (17ª tappa)
1976: 22º
1977: 35º
1978: ritirato (17ª tappa)
- Vuelta a España

1971: 31º
1974: 7º

### Classiche monumento
- Milano-Sanremo

1970: 92º
1973: 33º
1975: 6º
- Giro delle Fiandre

1971: 50º
1974: 39º
1976: 23º
- Parigi-Roubaix

1976: 8º
1977: 35º
- Liegi-Bastogne-Liegi

1972: 34º
1975: 7º
1976: 4º
- Giro di Lombardia

1974: 10º
1978: 21º

### Competizioni mondiali
- Campionati del mondo

Mendrisio 1971 - In linea Professionisti: ritirato
Gap 1972 - In linea Professionisti: 9º
Barcellona 1973 - In linea Professionisti: 24º
Montréal 1974 - In linea Professionisti: ritirato
Yvoir 1975 - In linea Professionisti: 3º
Ostuni 1976 - In linea Professionisti: ritirato
San Cristóbal 1977 - In linea Professionisti: 22º